# Una Voce
Una Voce ([у́на во́че] — лат. «Единым гласом», традиционно употребляется в итальянизированном произношении) — международное движение католиков-мирян, приверженных традиционному, или классическому, римскому обряду богослужения, который был повсеместно распространён в Латинской Церкви до литургических реформ, имевших место после II Ватиканского Собора.

## Цели Una Voce
Цели движения Una Voce сформулированы в Уставе Международной федерации Una Voce:
1. В качестве движения католиков-мирян предпринимать действия ради органического восстановления литургии в соответствии с её природой и с традициями соответствующих обрядов.
2. Обеспечивать сохранение (как на практике, так и в церковном законодательстве) использования традиционной римской мессы в том виде, как она описана в Римском Миссале, изданном Папой св. Иоанном XXIII в 1962 году, в качестве одной из признаваемых и почитаемых форм евхаристического служения в литургической жизни по всему миру.
3. Добиваться свободы использования всех прочих римских литургических книг, содержащих более ранние формы литургической дисциплины латинской традиции (ср. motu proprio Папы Иоанна Павла II «Ecclesia Dei adflicta», п. 5).
4. Обеспечивать сохранение и распространение в Римской Католической Церкви латинского языка и григорианского пения.
5. Способствовать учреждению внетерриториальных приходов и (или) капелланств, в которых используются лишь литургические книги образца 1962 г.
6. Служить Церкви, помогая членам движения, а через их апостольское посредство — и всем верным Христовым, лучше понимать и полнее участвовать в католической литургии как в священнодействии.

## История Una Voce
Первая инициатива, направленная на сохранение в Церкви латинского наследия, поступила из Норвегии — страны, где число католиков одно из самых маленьких в Европе. Летом 1964 года норвежский психолог доктор Боргхильд Кране (норв. Borghild Krane) призвала католиков объединяться ради защиты литургических сокровищ Церкви. В результате этого призыва в 1964—1965 годах возникают несколько национальных ассоциаций. Первая из них была создана 19 декабря 1964 года во Франции и получила наименование «Единым гласом» (лат. Una Voce).
Осознав необходимость координации своих усилий, в начале 1965 года представители шести европейских ассоциации съехались в Рим и пришли к решению создать наднациональную структуру. Так было положено начало Международной федерации «Una Voce» (Foederatio Internationalis Una Voce — FIUV). Формальное её основание состоялось в Цюрихе 8 января 1967 года, когда делегаты от к тому времени уже двадцати ассоциаций одобрили проект устава и избрали первый Совет FIUV. На этом же собрании был единогласно избран президент FIUV — доктор Эрик де Савентхем (нем. Eric de Saventhem) из Германии. Впоследствии он несколько раз единогласно переизбирался на пост президента, пока в январе 1995 года по причинам личного характера сложил с себя полномочия до истечения очередного срока. Де Савентхем остался почётным президентом FIUV, а на его пост был избран известный католический учёный и публицист Майкл Дэвис (англ. Michael Davies) из Великобритании.
Важной вехой в истории движения «Una Voce» стало паломничество в Рим 23—26 октября 1998 года, посвящённое 10-й годовщине motu proprio «Ecclesia Dei adflicta» и основания Священнического братства св. Петра (FSSP). С речью и лекцией к паломникам обратился кардинал Йозеф Ратцингер, впоследствии ставший папой. Мессы в традиционном римском обряде служил для паломников и присоединившихся к ним римлян в Американском колледже и церкви Санта-Мария делла Скала ин Трастевере монсеньор Джеймс Клиффорд Тимлин, епископ Скрэнтона (США), в церкви Сан-Игнасио — кардинал Альфонс Мария Штиклер. Затем трём тысячам паломников была дана аудиенция у Папы Иоанна Павла II, после которой он отдельно принял глав священнических обществ и монашеских институтов, приверженных традиционному обряду.
К 2003 году здоровье Майкла Дэвиса серьёзно пошатнулось. Генеральная ассамблея, проходившая в октябре того же года, приняла его отставку. Президентом был избран австриец Ральф Зибенбюргер (нем. Ralf Siebenbürger), секретарём стал Падар Лэйлиш (ирл. Peadar Laighléis) из Ирландии. Майкл Дэвис, избранный тогда же вторым почётным президентом FIUV, скончался 25 сентября 2004 года.
Одним из приоритетных направлений деятельности президента Ральфа Зибербюргера стало развитие традиционного католического движения в странах Восточной Европы. В январе 2005 года в Москве была создана Ассоциация «Una Voce» в России. Председателем её координационного совета был избран Олег-Михаил Мартынов, секретарём — Сергей Лобанов.
В октябре 2005 года в Риме прошла очередная Генеральная ассамблея FIUV. На ней Ассоциация «Una Voce» в России была официально принята в члены федерации; общее число членских ассоциаций, таким образом, достигло 33-х в 28 странах на всех пяти континентах. Тогда же почётным президентом FIUV стал итальянский граф Нери Каппони (итал. Neri Capponi), а исполнительным президентом — фра Фредрик Крайтон-Стюарт SMOM (англ. Fredrik Crichton-Stuart, Шотландия). Осенью 2006 года Крайтон-Стюарт вышел в отставку по причинам личного характера; обязанности президента, в соответствии с уставом, исполнял Джек Ооствеен (нидерл. Jack Oostveen, Нидерланды). В ноябре 2007 года новым исполнительным президентом был избран британец Лео Дэррох (англ. Leo Darroch).
На ассамблее 2013 года президентом Федерации стал Джеймс Богль (James Bogle), проживающий в Великобритании выходец из Австралии, член Una Voce Australia и Latin Mass Society of England and Wales.
Федерация пользуется признанием Святого Престола, к её взглядам с уважением относятся соответствующие Римские конгрегации, принимающие в том же духе её представителей. На протяжении многих лет она не раз успешно ходатайствовала в Риме по вопросам, связанным со сбережением традиционной Мессы и древней литургической практики.

## Совет FIUV (с октября 2021 г.)
Совет Международной федерации Una Voce избирается раз в два года на Генеральной ассамблее FIUV в Риме (до 3-х членов Совета кооптируется избранными). На период с октября 2021 г. в Совет входят:
- Джозеф Шоу, президент (Joseph Shaw, Latin Mass Society of England and Wales)
- Жак Досси, почётный президент (Jacques Dhaussy, Una Voce France)
- Кристофер Кордейро, секретарь (Christopher Cordeiro, Una Voce South Africa, ЮАР)
- Моника Райншмитт, казначей (Monika Rheinschmitt, Pro Missa Tridentina, Германия)
- Фелипе Аланис Суарес, вице-президент (Felipe Alanís Suárez, Una Voce México)
- Яакоб Ооствеен, вице-президент (Jack Oostveen, Ecclesia Dei Delft, Нидерланды)

Члены Совета:
- Патрик Банкен (Patrick Banken, Una Voce France)
- Дэвид Рид (David Reid, UV Canada)
- Олег-Михаил Мартынов (Oleg-Michaël Martynov, UV Russia)
- Ярослав Сыркевич (Jarosław Syrkiewicz, UV Polonia)
- Эдуардо Колон (Eduardo Colón, UV Puerto Rico)
- Фабио Марино (Fabio Marino, UV Italia)
- Жуан Сильвейра (João Silveira, UV Portugal)
- Андрис Амолиньш (Andris Amoliņš, UV Latvija)
- Августин Синсукэ Ёсикава (Augustin Shinsuke Yoshikawa, UV Japan)
- Катарина Чэнь (Catharina Chen, Society of St. Agnes, Китай)

Консультант:
- Джеймс Богль (James Bogle, UV Australia)